# Герб Альметьевска
Герб города Альметьевск (Әлмәт шәһәре гербы) — административного центра Альметьевского района Республики Татарстан Российской Федерации.
Герб Альметьевска утверждён Решением № 558 исполнительного комитета Городского Совета народных депутатов 9 октября 1987 года
Герб в Государственный геральдический регистр Российской Федерации не внесён.

## Описание герба и его символики
Форма герба города Альметьевска представляет собой прямоугольник в виде объёмной пластины. Нижняя часть прямоугольника в углах имеет закругление, а по продольной оси симметрии имеется острие.
Соотношение размеров сторон прямоугольника 2:3 (большее значение относится к высоте).
Вверху выделен рамкой узкий прямоугольник на шестую часть высоты герба и покрашен в красный цвет, на фоне которого написано название города «АЛЬМЕТЬЕВСК». Буквы жёлто-золотистого цвета, выпуклые.
На центральном участке плоскости герба, покрашенного в голубой цвет, означающий большие запасы попутного природного газа, изображена нефтяная вышка с рельефными контурами, покрашенными в чёрный цвет, которые поднимаются из девонского пласта нефти (нижняя часть герба, покрашенная в чёрный цвет), до которого дошло бурильное долото.
На голубом фоне герба в левом углу цифры «1953», означающие дату образования города. 3 ноября 1953 года был принят Указ Президиума Верховного Совета РСФСР об образовании города Альметьевска.
По всему периметру герба проходит окантовочная выпуклая и замкнутая линия, покрашенная в жёлто-золотистый цвет".
Композиция герба символизирует связь города с Ромашкинским месторождением нефти.

## История герба
9 октября 1987 года был утверждён герб Альметьевска, автором которого был Е. Г. Стефановский.

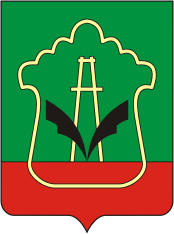
Герб Альметьевского района (2006 год)

В 1994 году были выпущены сувенирные значки с новой эмблемой Альметьевска. Она имела следующий вид: «В зеленом щите с черной оконечностью лазоревый тюльпан, обремененный золотой нефтяной вышкой. На оконечности серебряный бур, из-под которого выходят две черные струи нефти. В вольной части щита герб республики Татарстан».
Эмблема официального утверждения не имела.
26 декабря 2006 года был утверждён герб Альметьевского района.
Гербом района композиционно повторял основные элементы городского герба 1987 года и эмблемы Альметьевска 1994 года.